# Bodo Schiffmann
Pour les articles homonymes, voir Schiffmann.
Bodo Schiffmann (né le 20 janvier 1968 à Bonn-Beuel) est un médecin allemand.

## Biographie
Schiffmann est né à Bonn-Beuel, fils d'un diplômé en commerce. Après avoir été diplômé de Gauß-Gymnasium Worms en 1988 et exercé une fonction publique à la Croix-Rouge allemande à Worms, il a étudié à l'université de Heidelberg et a terminé sa formation de spécialiste en ORL.
En 2006, Schiffmann a ouvert sa propre clinique ambulatoire ORL - pratique privée et vertige au centre ORL de la GRN-Klinik Sinsheim. Il dirige cela depuis 2007 en coopération avec son épouse Mechthild Schiffmann en tant que pratique de groupe pour la médecine des oreilles, du nez et de la gorge,,,.
Au cours de la pandémie de Covid-19, selon l'accusation du procureur de la République de Heidelberg, Schiffmann a exempté les personnes de l'exigence du masque dans tout le pays sans les avoir préalablement examinées. Il leur avait délivré des certificats médicaux pour cela. En raison de ce soupçon initial, le parquet a fait perquisitionner son cabinet en octobre 2020,,.
Depuis mai 2020, il diffuse des théories du complot sur la pandémie de Covid-19 en Allemagne et a participé aux mouvements d'opposition aux mesures de lutte contre la pandémie de Covid-19 en Allemagne. Il est considéré comme l'une des figures de proue coronasceptique. Le 3 décembre 2021, un de ses adeptes, abonnée à sa chaîne Telegram, massacre sa famille (ses trois filles et son épouse) avant de se suicider à son domicile de Königs Wusterhausen, non sans avoir motivé son geste par la crainte d'aller en prison et de perdre la garde de ses enfants après que l'université technique des sciences appliquées de Wildau (en), qui emploie sa femme, ait découvert qu'il avait fabriqué un faux passeport de vaccination Covid-19 pour cette dernière,,. 

## Publications
- Jetzt hole ich mir mein Leben zurück. Hilfe zur Selbsthilfe für Schwindelpatienten. tredition Verlag, Hamburg 2018,  (ISBN 978-3-7469-8623-4).
- avec Mechthild Schiffmann: Schwindel ist kein Schicksal. tredition Verlag, Hamburg 2018,  (ISBN 978-3-7482-1058-0).

anglais
- Vertigo Is Not Fate. Second updated and revised new edition. tredition, Hamburg 2019,  (ISBN 978-3-7482-2922-3).